# Johanna Danois
Johanna Danois née le 4 avril 1987 à Saint-Claude en Guadeloupe, est une athlète française spécialiste du sprint.

## Biographie
Sélectionnée en équipe de France pour les Championnats du monde junior d'athlétisme 2006 de Pékin, Johanna Danois est éliminée en demi-finale du 200 m mais remporte aux côtés d'Émilie Gaydu, Joellie Baflan et Céline Distel, la médaille d'argent du relais 4 × 100 m en 44 s 20. Championne de France espoirs du 200 m en 2009, elle prend la cinquième place des Championnats d'Europe espoirs d'athlétisme de Kaunas, puis remporte son premier titre national en catégorie Élite, sur 200 m, à l'occasion des Championnats de France d'Angers. 
Licenciée au club de Félin'x, en Guadeloupe, elle est entraînée depuis 2004 par Ornélien Gombault.

## Palmarès

### Championnats du monde
- Championnats du monde d'athlétisme de 2009 à Berlin ( Allemagne)
  - Éliminée en demi-finale sur 200 m (23 s 03)

### Championnats du monde junior
- Championnats du monde junior d'athlétisme 2006 à Pékin ( Chine) :
  -  Médaille d'argent du relais 4 × 100 m (44 s 20)

### Championnats d'Europe espoirs
- Championnats d'Europe espoirs d'athlétisme 2009 à Kaunas ( Lituanie) :
  - 5e du 200 m

### Championnats de France
- Championnats de France d'athlétisme de 2009 à Angers ( France)
  -  Médaille d'or sur 200 m (23 s 07)
- Championnats de France d'athlétisme de 2013 en salle à Aubière ( France)
  -  Médaille d'or sur 200 m (22 s 81)

## Records personnels
- 100 m : 11 s 39 (2012)
- 200 m : 22 s 86 (2012)
- 200 m : 22 s 81 (2013)